# Gens Sosia

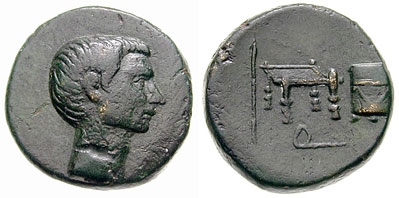
CILICIA, Incierto. Cayo Sosio, ¿imperator? Hacia el 38 a. C. Æ 20 mm (6,84 g). Cabeza descubierta a la derecha / Fiscus, silla turca, quaestoria y hasta; Q debajo. RPC I 5410; Laffaille 324; Grant, FITA, pág. 13. Muy buen estado de conservación, pátina verde oscuro brillante. Raro.

La gens Sosia, o Sossia, fue una familia de la Antigua Roma, activa desde el siglo I a. C. hasta el siglo III. El primero de los Sosii en lograr el consulado fue Gaius Sosius, y la familia continuaría ejerciendo diversos puestos en el gobierno Romano hasta que declinó en el siglo III.